# Distrikt Antauta
Der Distrikt Antauta liegt in der Provinz Melgar in der Region Puno in Südost-Peru. Der Distrikt wurde am 25. Oktober 1901 gegründet. Er besitzt eine Fläche von 655 km². Beim Zensus 2017 wurden 5556 Einwohner gezählt. Im Jahr 1993 betrug die Einwohnerzahl 6003, im Jahr 2007 4993. Sitz der Distriktverwaltung ist die 4150 m hoch gelegene Kleinstadt Antauta mit 2991 Einwohnern (Stand 2017). Antauta befindet sich 72 km nordnordöstlich der Provinzhauptstadt Ayaviri.

## Geographische Lage
Der Distrikt Antauta liegt im Andenhochland im Nordosten der Provinz Melgar. Die Längsausdehnung in Nord-Süd-Richtung beträgt knapp 48 km, die maximale Breite 19 km. Die Flüsse Rìo Antauta, Río Condorire und Río San Juan entwässern das Areal nach Osten und Südosten zum Río Ramis (auch Río Azángaro).
Der Distrikt Antauta grenzt im Westen an den Distrikt Nuñoa, im Norden an den Distrikt Macusani (Provinz Carabaya), im Nordosten an den Distrikt Ajoyani (ebenfalls in der Provinz Carabaya), im Osten an den Distrikt Potoni, im Südosten an den Distrikt San Antón sowie im äußersten Süden an den Distrikt Asillo (die drei zuletzt genannten Distrikte gehören zur Provinz Azángaro).

## Ortschaften
Im Distrikt gibt es neben dem Hauptort folgende größere Ortschaften:
- Larimayo (737 Einwohner)
- Mina San Rafael
- San Juan